# Byttneria erosa
Byttneria erosa là một loài thực vật có hoa trong họ Cẩm quỳ. Loài này được Gagnep. mô tả khoa học đầu tiên năm 1909.